# Вилла Медичи
О других виллах Медичи см. Вилла Мадама, Вилла Кастелло, Поджо-а-Кайано.

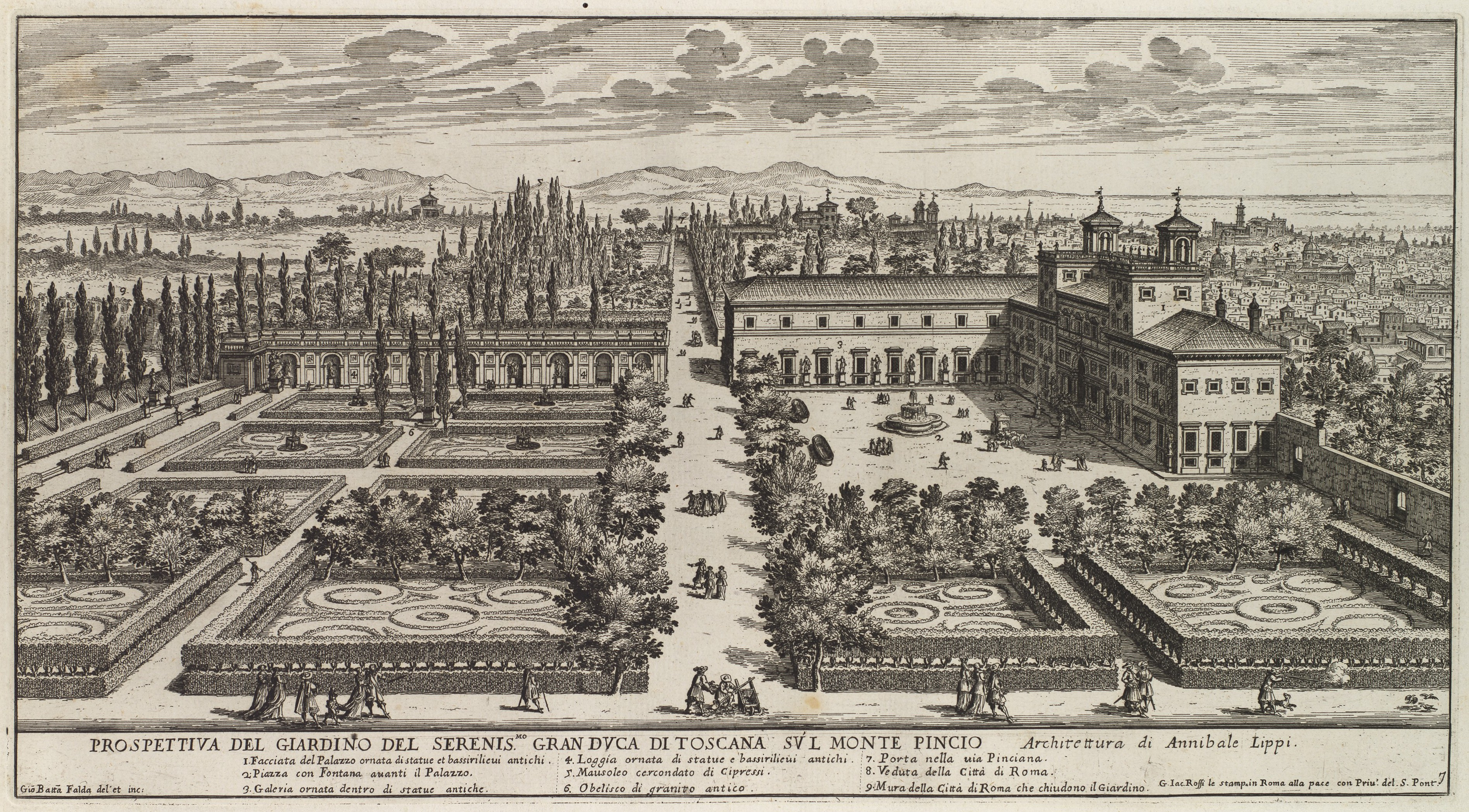
Дж. Б. Фальда. Вид виллы Медичи в Риме. После 1677. Офорт

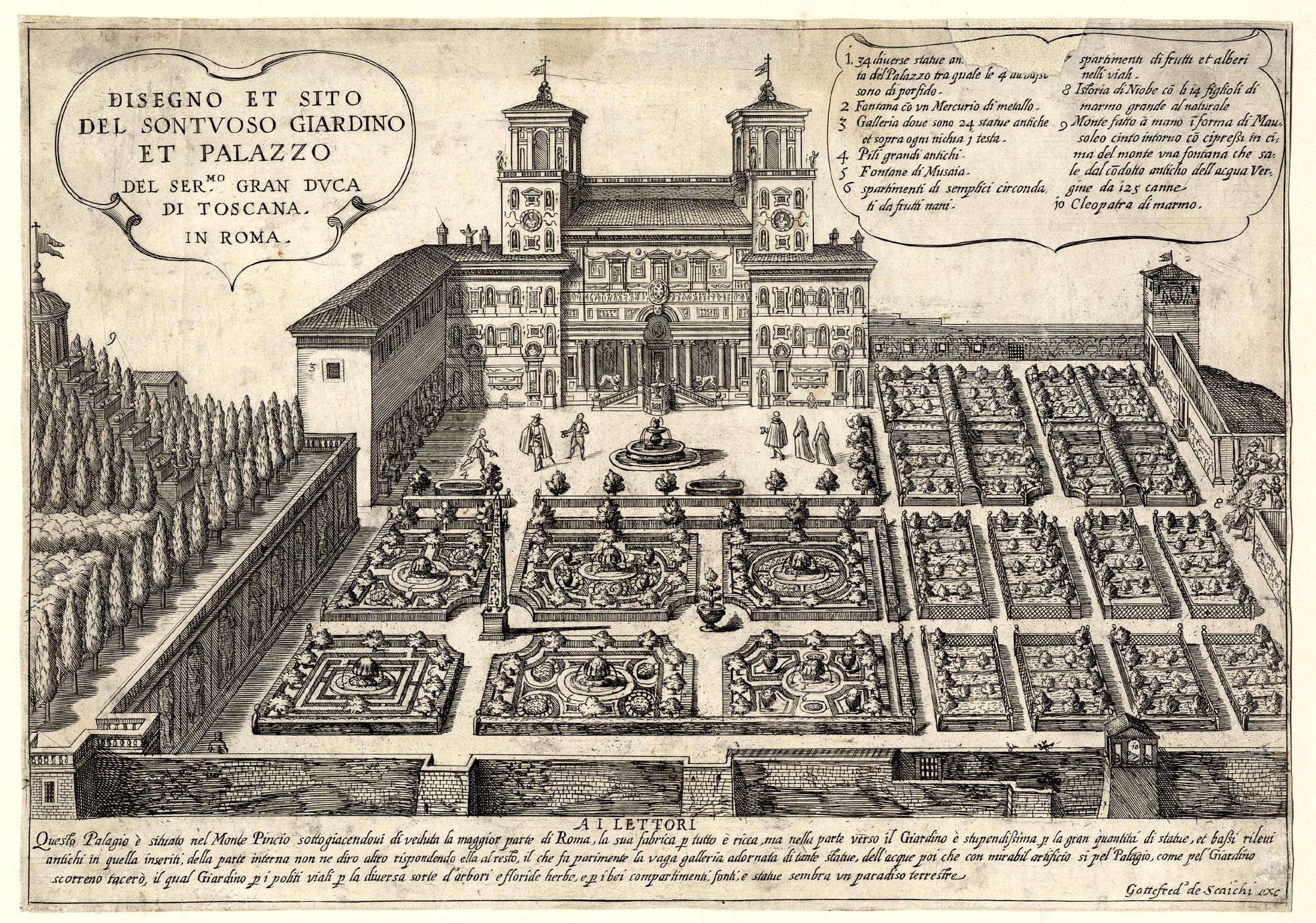
Палаццо и сады великого герцога Тосканы в Риме. Ок. 1600. Офорт

Вилла Медичи (итал. Villa Medici) — вилла на склоне римского холма Пинчо поблизости от церкви Сантиссима-Тринита-дей-Монти и знаменитой Испанской лестницы в Риме. С 1803 года здесь размещается Французская академия в Риме. Это самая высокая точка Рима.

## История Виллы
В античности на этом месте простирались сады Лукулла; здесь же находилась вилла, в которой лишилась жизни императрица Мессалина. Вилла была резиденцией древнеримского императора Гонория и византийского полководца Велизария. В Средние века эту территорию занимали виноградники.

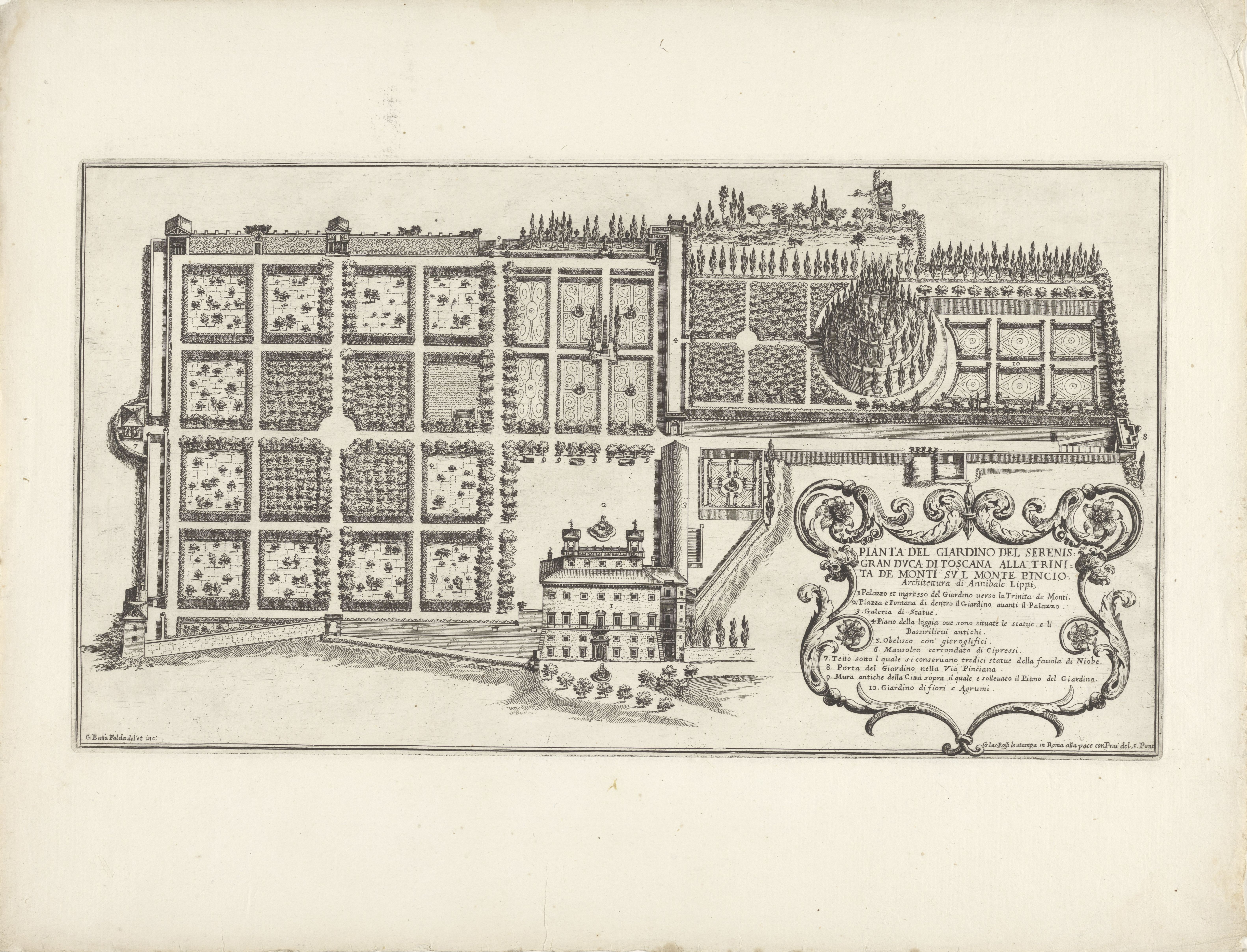
Дж. Б. Фальда. План сада Светлейшего Великого герцога Тосканы в Тринита-деи-Монти на горе Пинчо. 1683. Офорт

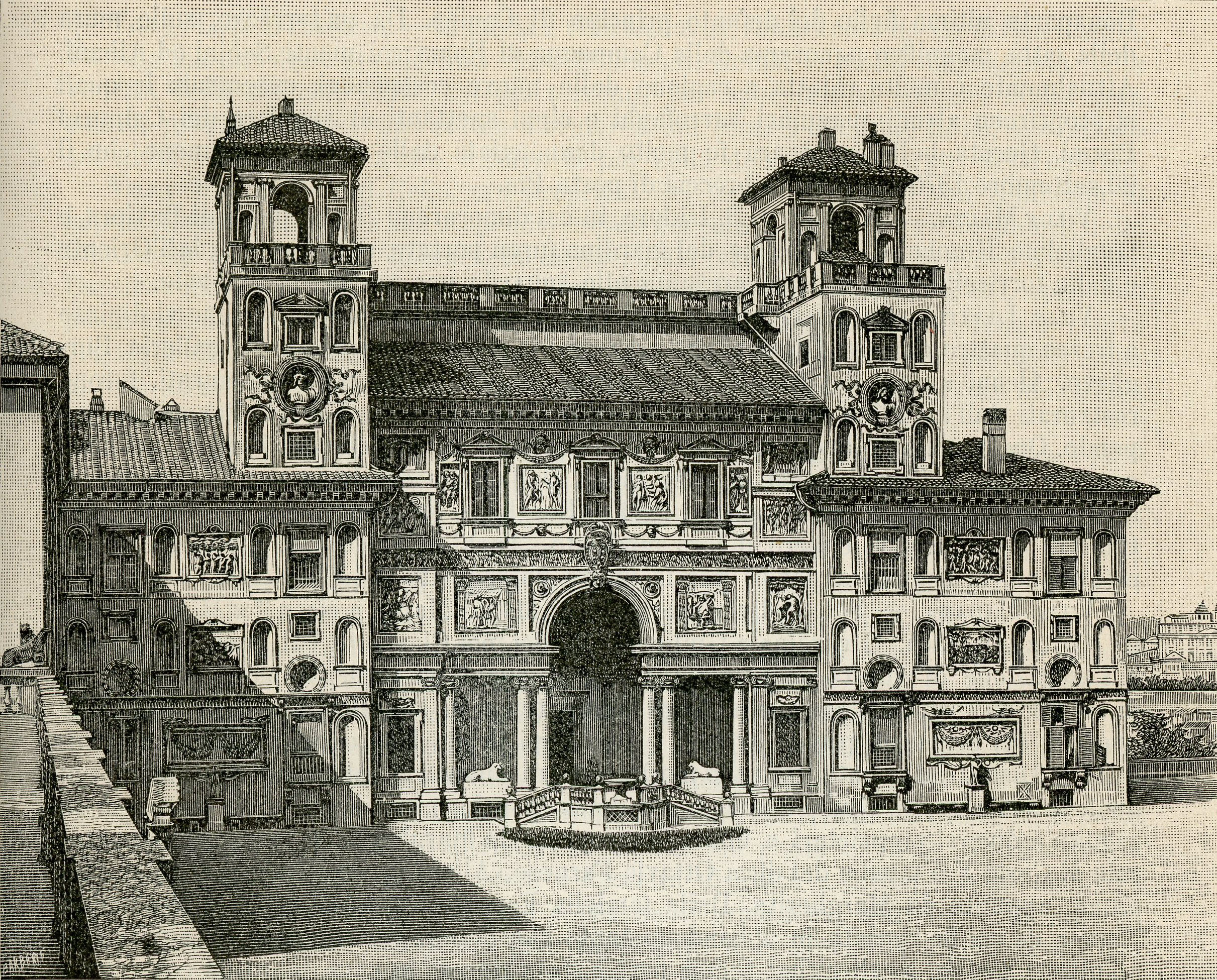
Французская академия в Риме. 1894. Ксилография

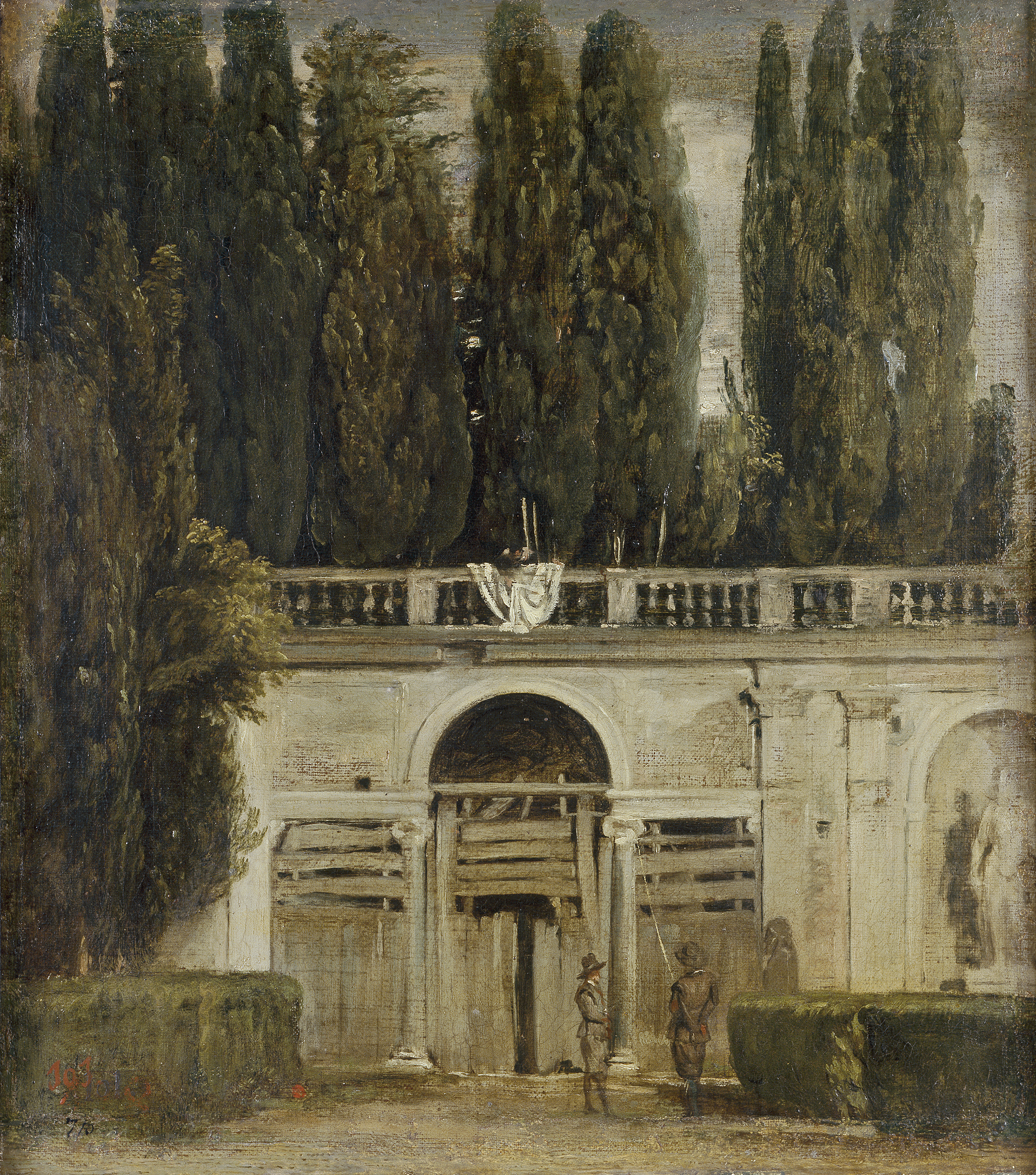
Д. Веласкес. Вилла Медичи в Риме. Конец дня. 1630. Холст, масло. Прадо, Мадрид

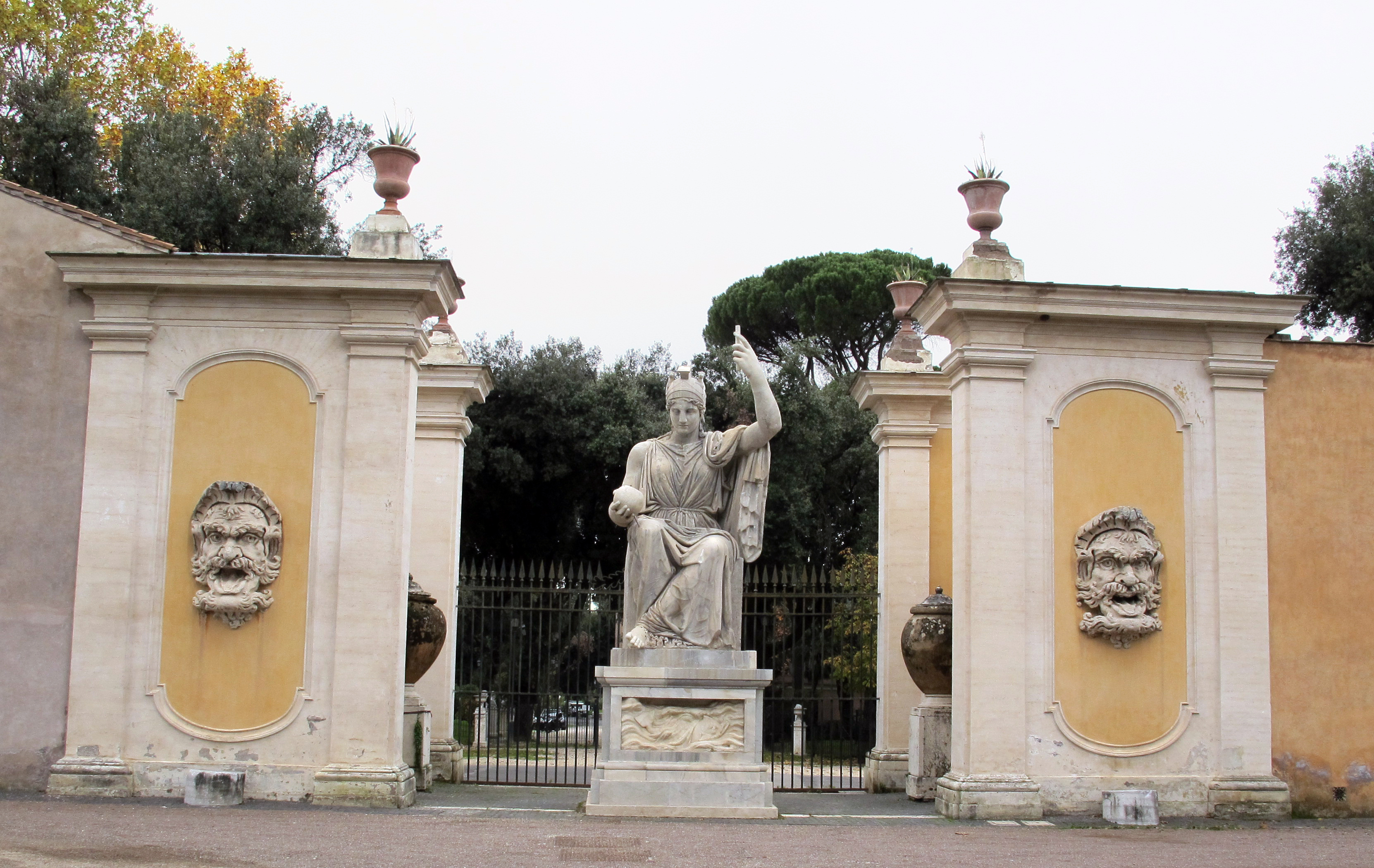
Ворота виллы. Статуя Богини Рима

В эпоху Возрождения, в 1570 году участок земли в юго-восточной части бывших садов Лукулла приобрёл кардинал Джованни Риччи де Монтепульчано. Он поручил строительные работы флорентийцу Нанни ди Баччо Биджо (Нанни Липпи), но архитектор умер в 1568 году, до завершения работ. Строительство продолжал сын Нанни — Аннибале Липпи в 1570—1574 годах. Он же спроектировал садовый (северный) фасад с великолепной лоджией, двумя башнями и скульптурами львов, «стерегущих» вход. Фасад украшен древними барельефами, найденными при раскопках, в том числе двумя фрагментами, принадлежавшими древнему Алтарю Мира Августа.
В 1576 году склон Пинчо приобрёл кардинал Фердинандо Медичи, будущий правитель Флоренции. Он поручил Бартоломео Амманати завершить строительство и создать парк в модном тогда стиле маньеризма. Это было первое поместье дома Медичи на территории Вечного города. В 1587 году Фердинандо Медичи стал великим герцогом Тосканским. В течение полутора веков вилла была одним из самых престижных мест в Риме, где жили послы Великого герцогства Тосканского при папском дворе.
В 1633 году на вилле останавливался Галилео Галилей, вначале в качестве гостя Фердинандо II Медичи, а затем насильно во время суда над ним в Трибунале инквизиции.
Реставрация помещений виллы 1985 года выявила ранее скрытые под побелкой фрески, выполненные флорентийским живописцем Якопо Дзукки, учеником Джорджо Вазари, в 1576—1577 годах. К ним относятся росписи «Зала муз», кабинета Фердинандо и росписи вестибюля гротесками во флорентийском стиле.
Со смертью последнего Медичи в 1737 году вилла перешла во владение Лотарингского дома.
В 1787 году великий герцог Лотарингии Пьетро Леопольдо выставил виллу на продажу. Через двенадцать лет, в период политической напряженности после итальянской кампании, вилла перешла в собственность Франции. В 1803 году Наполеон Бонапарт подписал договор купли-продажи и передал виллу Французской академии в Риме, и с тех пор там проживают обладатели Римской премии. Среди стипендиатов, живших на Вилле Медичи, были Жан Огюст Доминик Энгр и Луиджи Муссини. В 1941 году Бенито Муссолини конфисковал виллу. После 1945 года вилла перешла в ведение французского государства. Римские премии были отменены в 1968 году Андре Мальро (министр культуры Франции в 1958—1969 годах), однако Французская Академия продолжает программу приглашения молодых художников, которые могут провести двенадцать месяцев в Риме. В 1961—1967 годах на вилле Медичи проводилась капитальная реставрация с восстановлением многих утраченных деталей декора.

## Сады виллы Медичи
Большой сад на территории бывших виноградников, устроенный флорентийскими герцогами, напоминал им ботанические сады в Пизе и Флоренции, богатые соснами, кипарисами и дубами, а также редкими растениями и украшенные скульптурами. Сады виллы Медичи, простирающиеся с севера на юг более чем на 7 гектаров, во многом сохраняют свой облик XVI века. Ранее сады были разделены на шестнадцать квадрантов и шесть клумб, согласно рациональной планировке, принятой в ботанических садах итальянского типа. Сады были украшены многочисленными бассейнами и фонтанами. Фонтан перед виллой спроектирован Аннибале Липпи в 1589 году. Он представляет собой древнеримскую вазу из красного гранита. В пейзажной части парка по рисунку Бартоломео Амманати в 1576 году был построен павильон «Серлиана», который можно увидеть на нескольких этюдах Диего Веласкеса, проживавшего неподалёку.
С 1570 года к югу от регулярной части сада, между проспектом Виа Пинчиана на западе, стенами Аврелиана на востоке и террасой, замыкающей сад с севера, была устроена «сильва» (лат. silva — лес). В этом районе до сих пор находятся подземные остатки древнеримского храма, вероятно, посвящённого Фортуне.

## Произведения искусства виллы Медичи

### «Ниобиды» и «Борцы»
В 1583 году в ходе археологических раскопок среди руин древнеримских сооружений были найдены римские реплики скульптурной группы Ниобид (Ниобы и её детей), которую Фердинандо Медичи распорядился установить перед «кабинетом» дворца, и «Борцы» (ныне в галерее Уффици во Флоренции). Внутри виллы находился антиквариум, посвященный самым ценным предметам. Среди собрания римских скульптур на вилле было также около ста семидесяти предметов, специально купленных из двух римских коллекций, объединённых в результате брака: коллекций Капраники и делла Валле. Гравюра с подробным описанием расположения статуй до 1562 года была задокументирована Галасси Альгизи.

### Львы Медичи
В 1576 году великий герцог Тосканы Козимо I Медичи пожелал, чтобы украшением лестницы садового фасада виллы стала мраморная пара львов, которых доставили из Флоренции.
Один из львов, опирающихся лапой на шар, представляет собой античное произведение I в. н. э. (восстановлен Джованни Скерано), второй, по образцу первого, в 1600 году создал скульптор Фламинио Вакка, у него рядом с правой задней лапой есть подпись автора: «OPVS FLAMINII VACCAE ROMANI» (Произведение римлянина Фламинио Вакка). В 1780 году обе скульптуры перенесли во Флоренцию и в 1787 году установили в Лоджии деи Ланци. Но название «львы Медичи» сохранилось. На вилле Медичи скульптуры заменили копиями, которые «стерегут» вход на виллу со стороны сада.
Гипсовые копии и мраморные реплики этих львов разошлись по многим городам и странам, они установлены перед дворцами, в парках и загородных виллах, в том числе в России. Скульптор Паоло Трискорни, много работавший для российской столицы, в Карраре в 1810 году выполнил мраморные реплики, они поставлены на гранитных постаментах у дома А. Я. Лобанова-Ростовского в Санкт-Петербурге (архитектор О. Монферран). Эти львы воспеты А. С. Пушкиным в поэме «Медный всадник».

### Венера Медичи
Многие античные произведения связаны с римскими раскопками и собранием Виллы Медичи в Риме. В коллекцию Медичи входила и античная статуя Венеры, известная под названием «Венера Медичи», но в 1677 году статую отправили во Флоренцию. Ныне она хранится в галерее Уффици.

### Ваза Медичи
С 1598 года в коллекции виллы находилась большая мраморная ваза — античный сосуд колоколообразной формы, мраморный крате́р (сосуд для смешивания вина с водой), созданный, вероятно, в середине I в. до н. э. Кардинал Фердинандо Медичи приказал сделать несколько копий этой вазы для украшения сада своей виллы. С 1780 года оригинал находится в собрании галереи Уффици во Флоренции.
Копии прославленной вазы украшают сады Версаля, других дворцово-парковых ансамблей. Вазу часто изображали на картинах и рисунках в эпоху классицизма, неоклассицизма, романтизма и барокко в качестве символа «прекрасной античности». В петербургском Эрмитаже хранится мраморная «ваза Медичи», изготовленная в середине XVIII века в Италии неизвестным мастером. Известны гравюры с вазы Медичи, в том числе Дж. Б. Пиранези (1778). Одна из гравюр с изображением вазы находилась в собрании Петра I; рисунок работы Ш.-Л. Клериссо — в собрании Екатерины II. В России XIX столетия словом «медицис», или «медичис», называли большие парадные вазы кратерообразной формы. Известны «вазы Медичи» из фарфора, малахита, яшмы. Их изготавливали из уральских полудрагоценных камней на Петергофской, Колыванской и Екатеринбургской гранильных фабриках.
Среди других древних экспонатов на вилле находились «обелиск Боболи», гранитная ванна, возможно, принадлежащая Алессандринским термам, а также большое количество предметов, теперь хранящихся в галерее Уффици, в Палаццо Питти и Археологическом музее Флоренции.

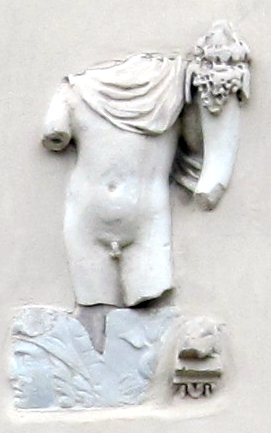
Античный рельеф в саду виллы
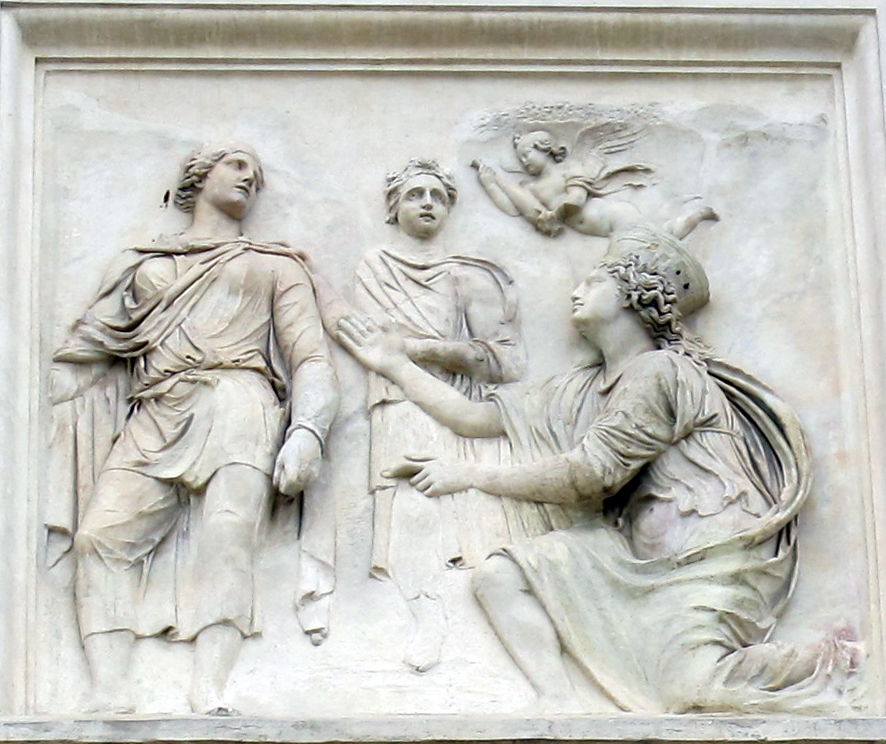
Один из римских рельефов на фасаде
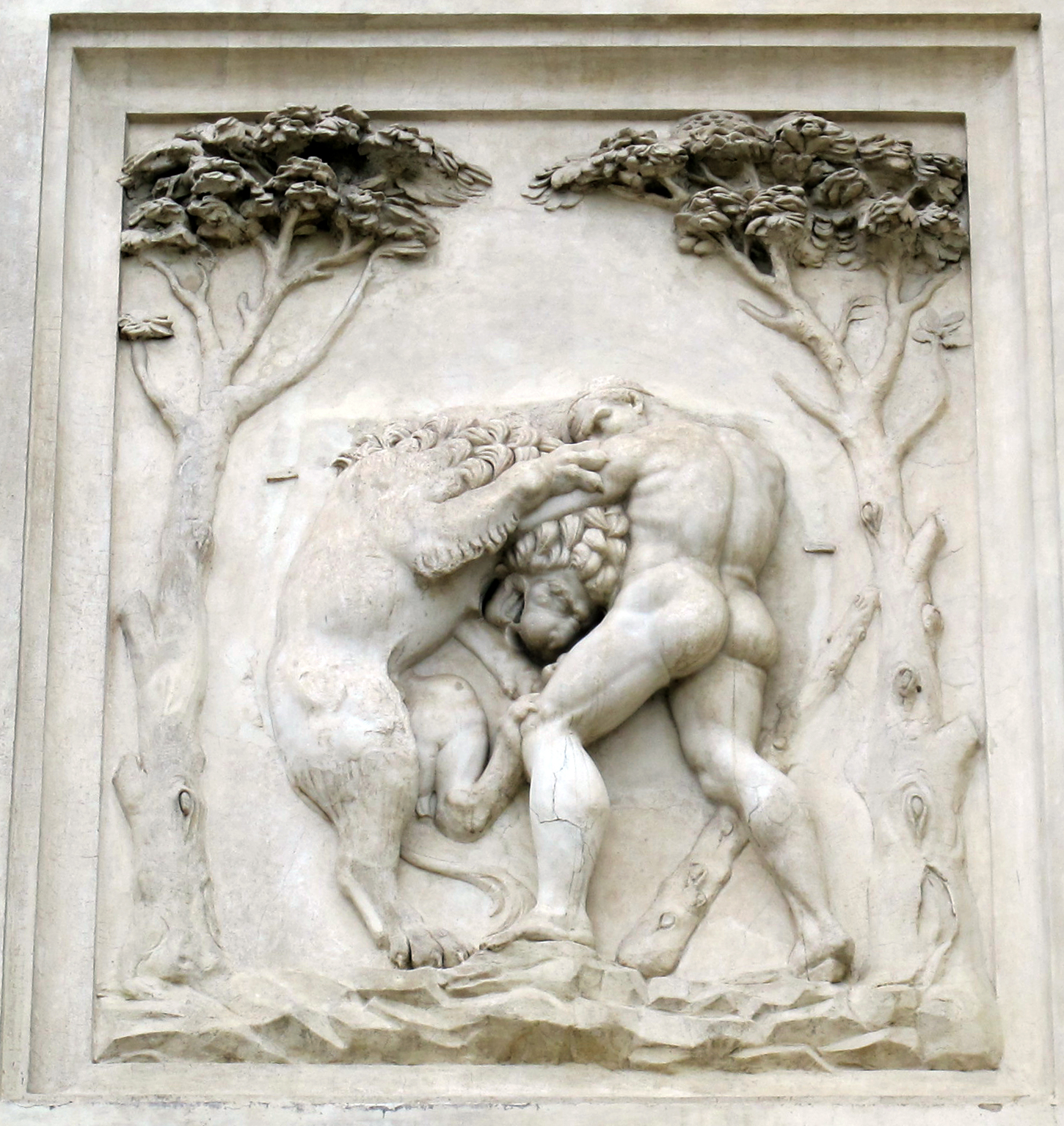
Геракл и Немейский лев. Садовый фасад здания виллы Медичи
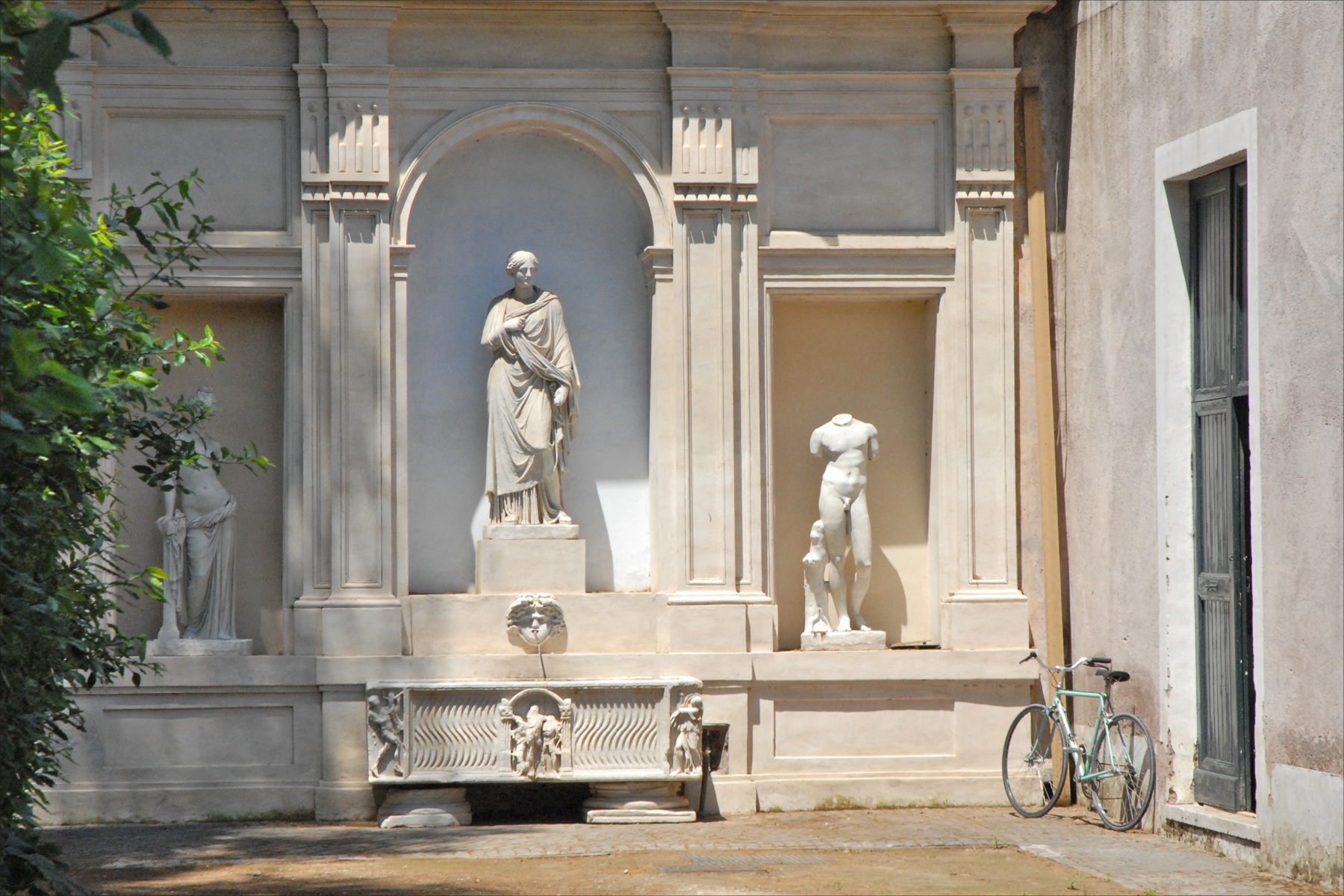
Фонтан на стене со статуями
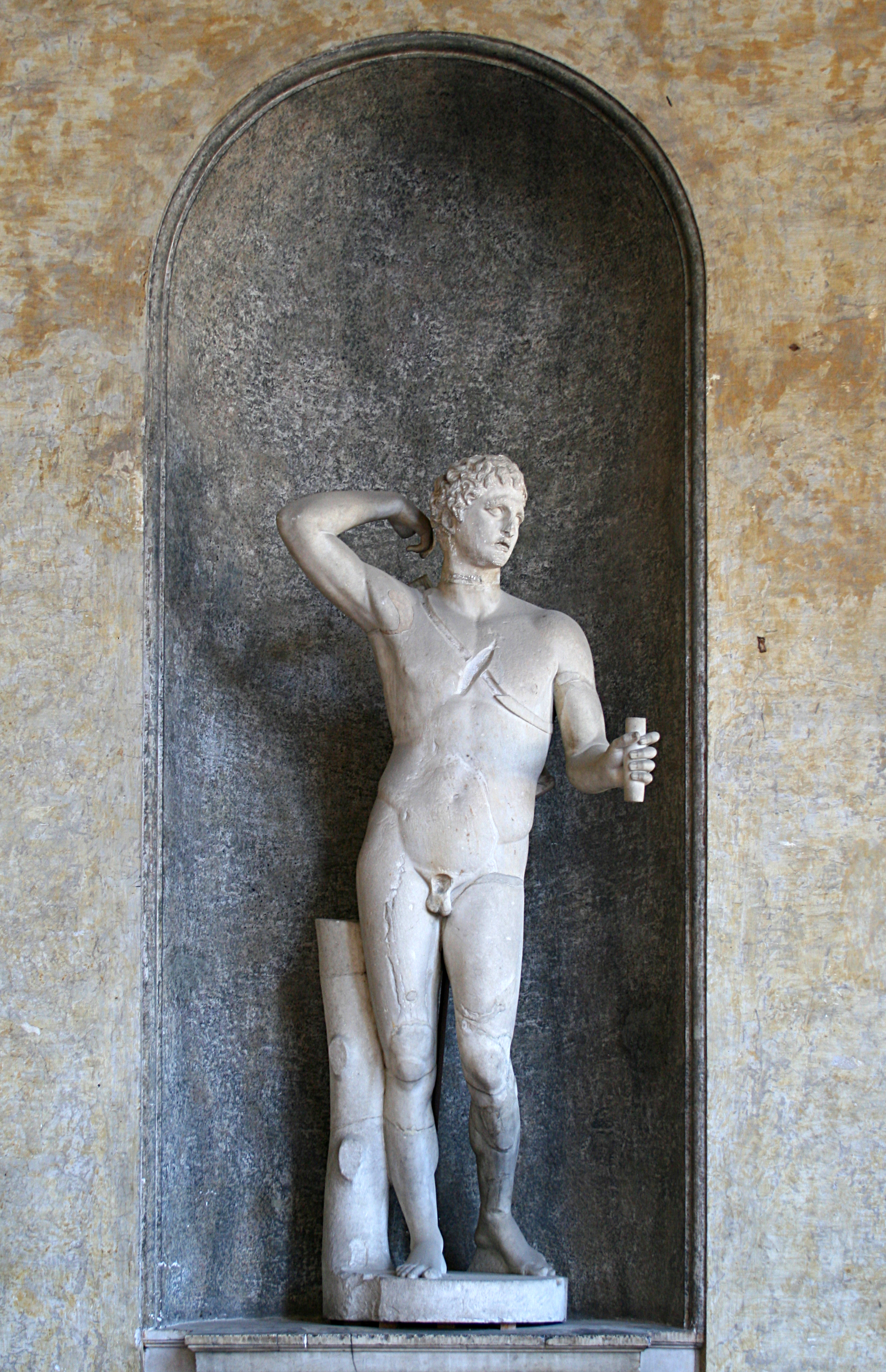
Статуя ниши садового фасада
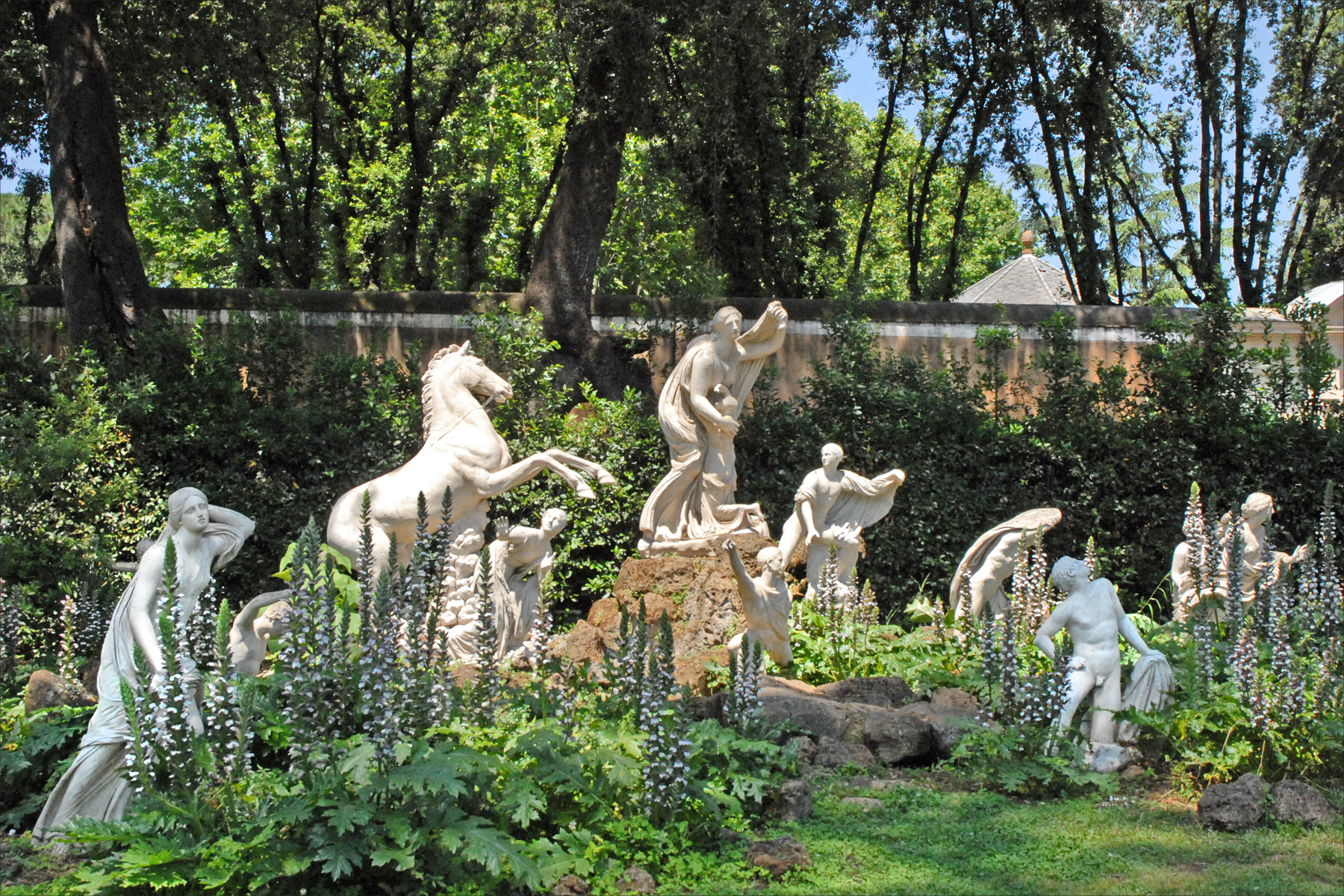
Группа «Ниобид» в саду
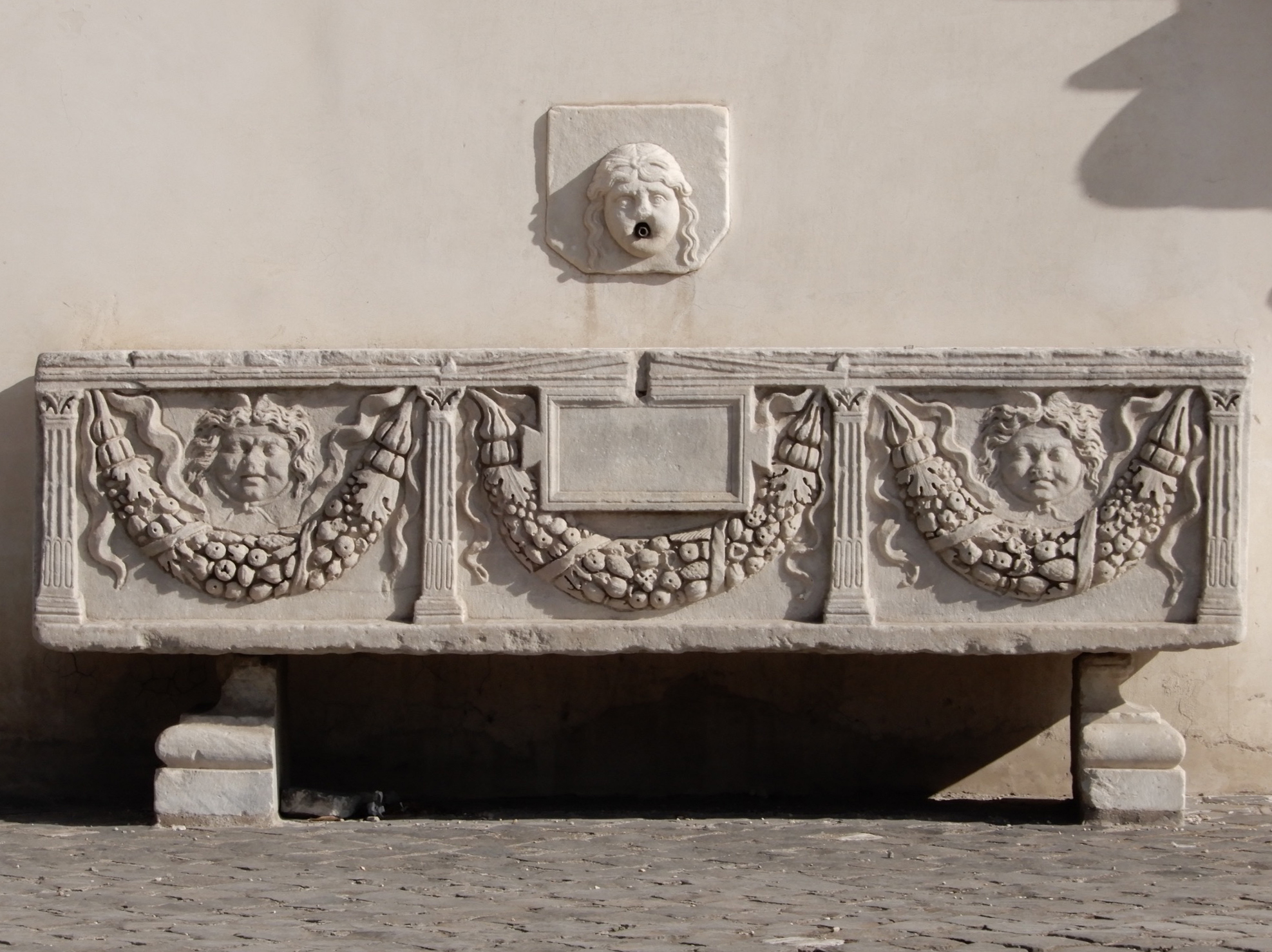
Римский саркофаг. Сад виллы Медичи
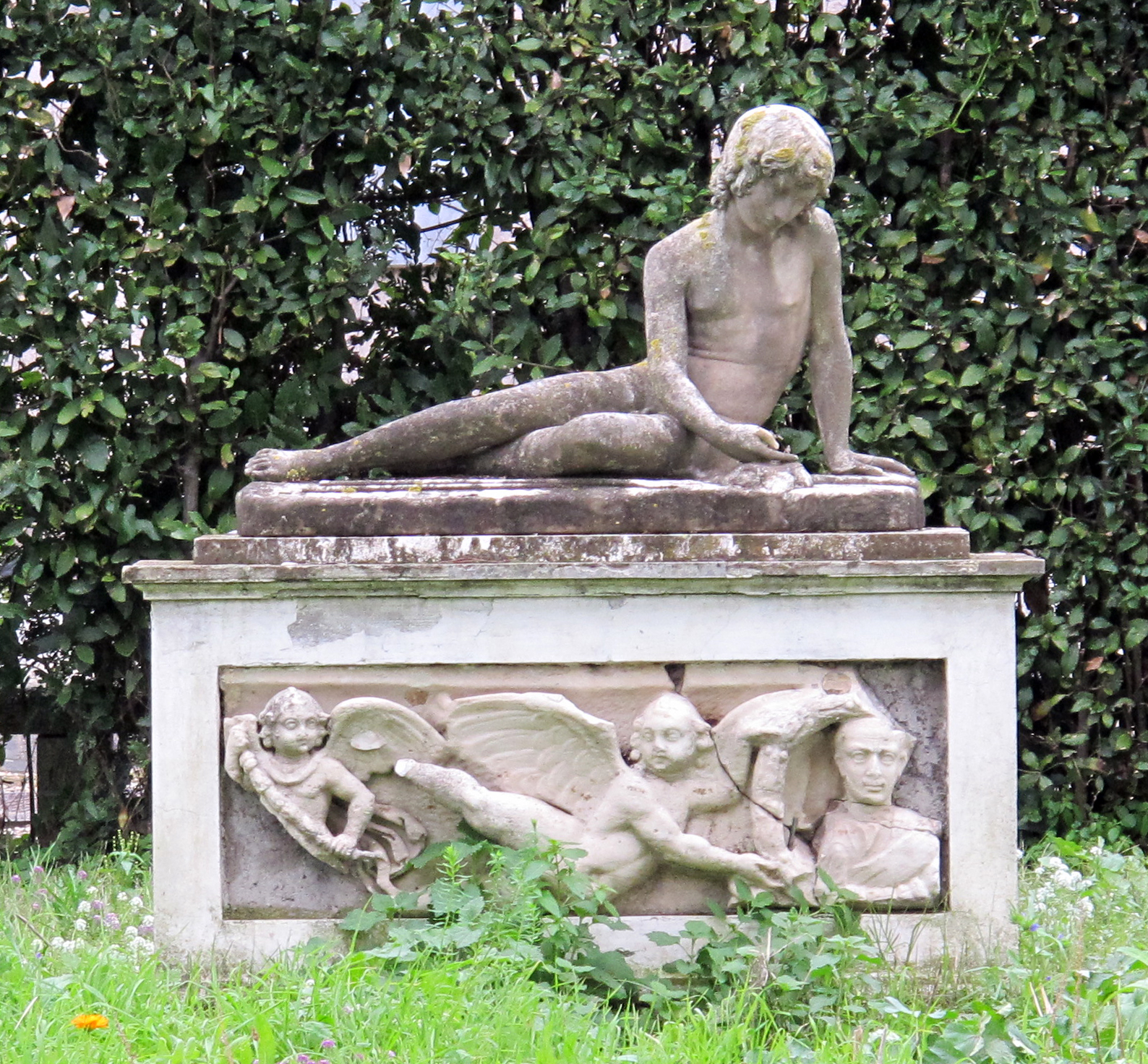
Скульптура в саду
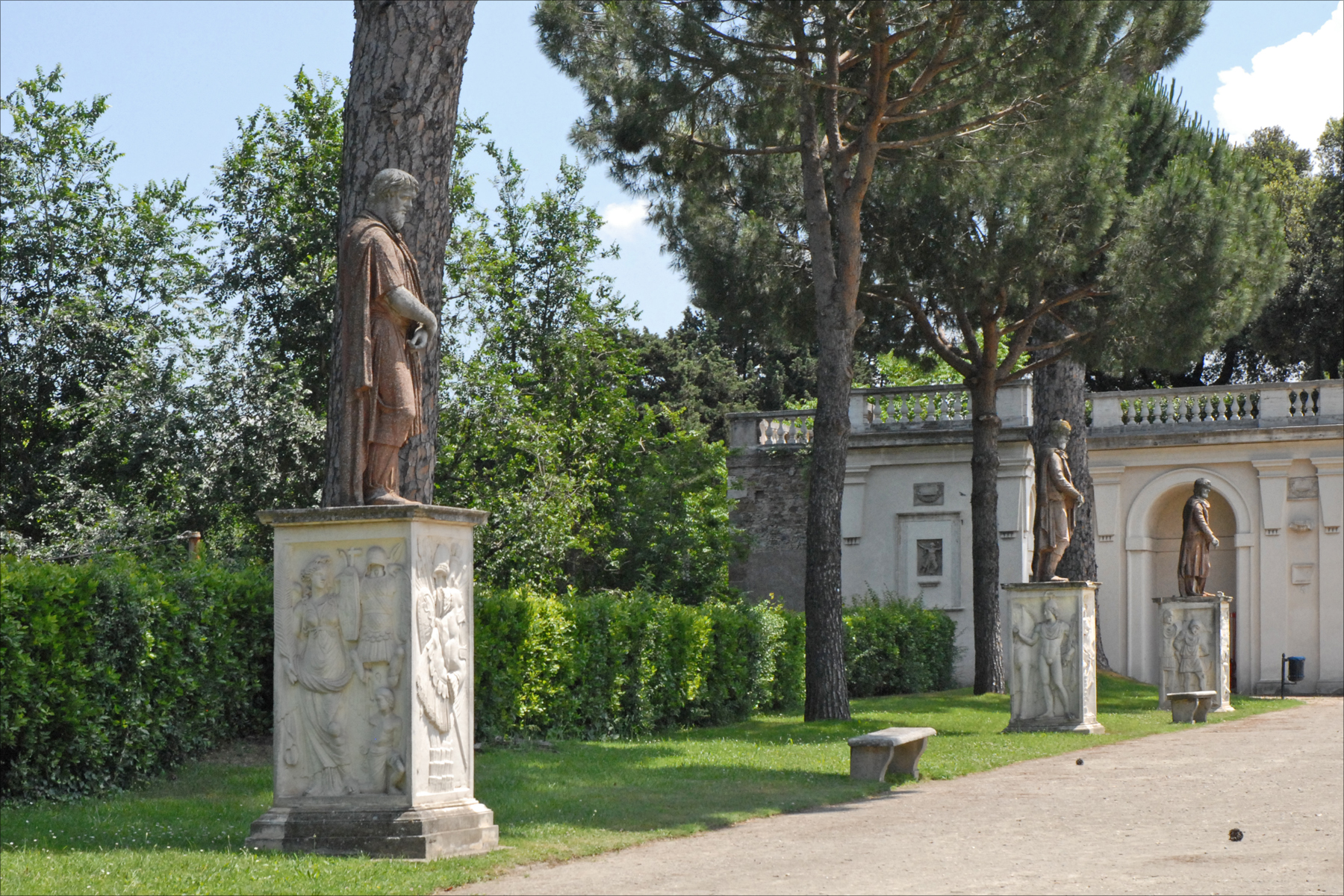
Аллея статуй
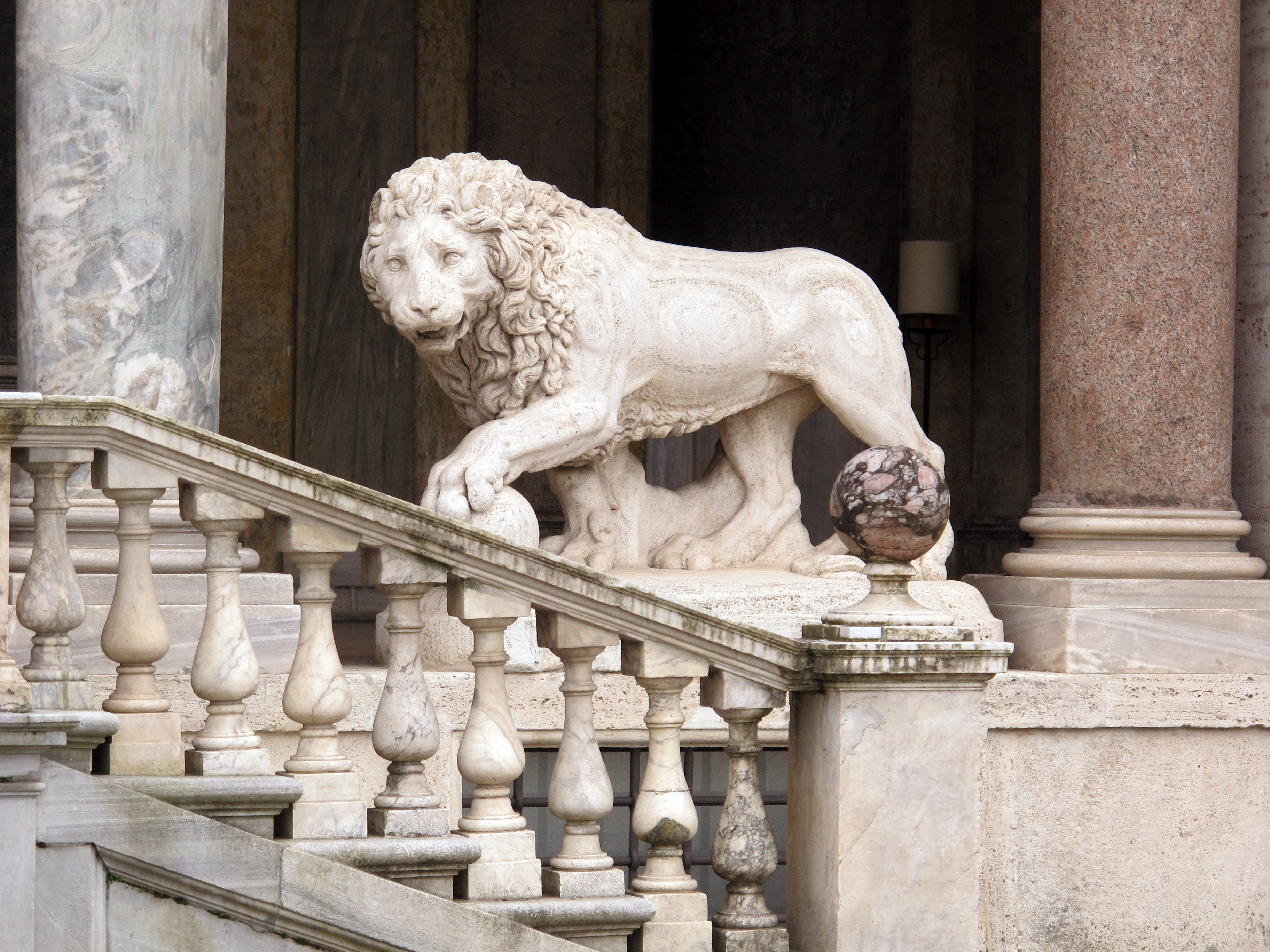
Один из двух львов садового фасада виллы
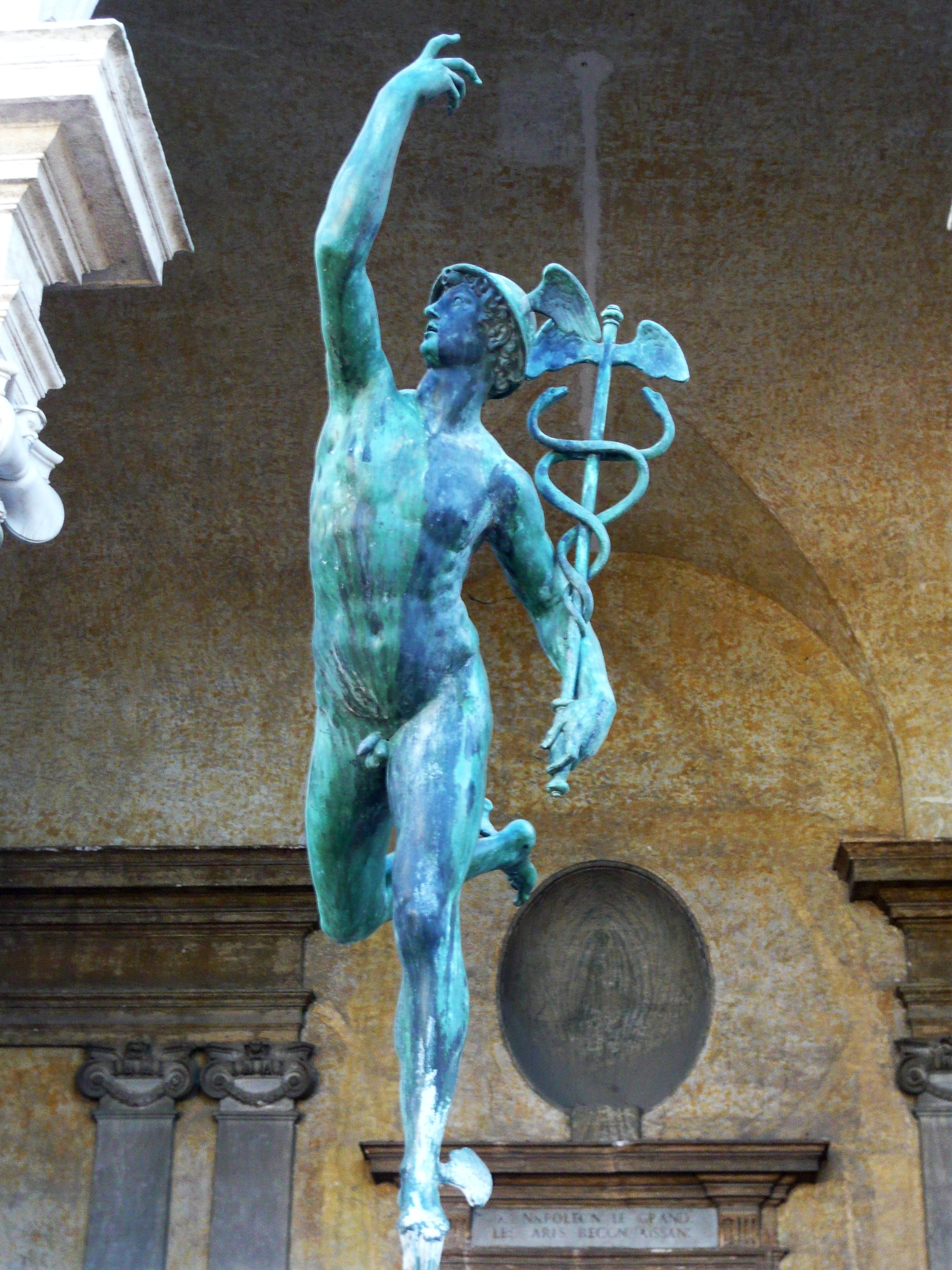
Копия скульптуры Меркурия работы  Джамболоньи (1580)
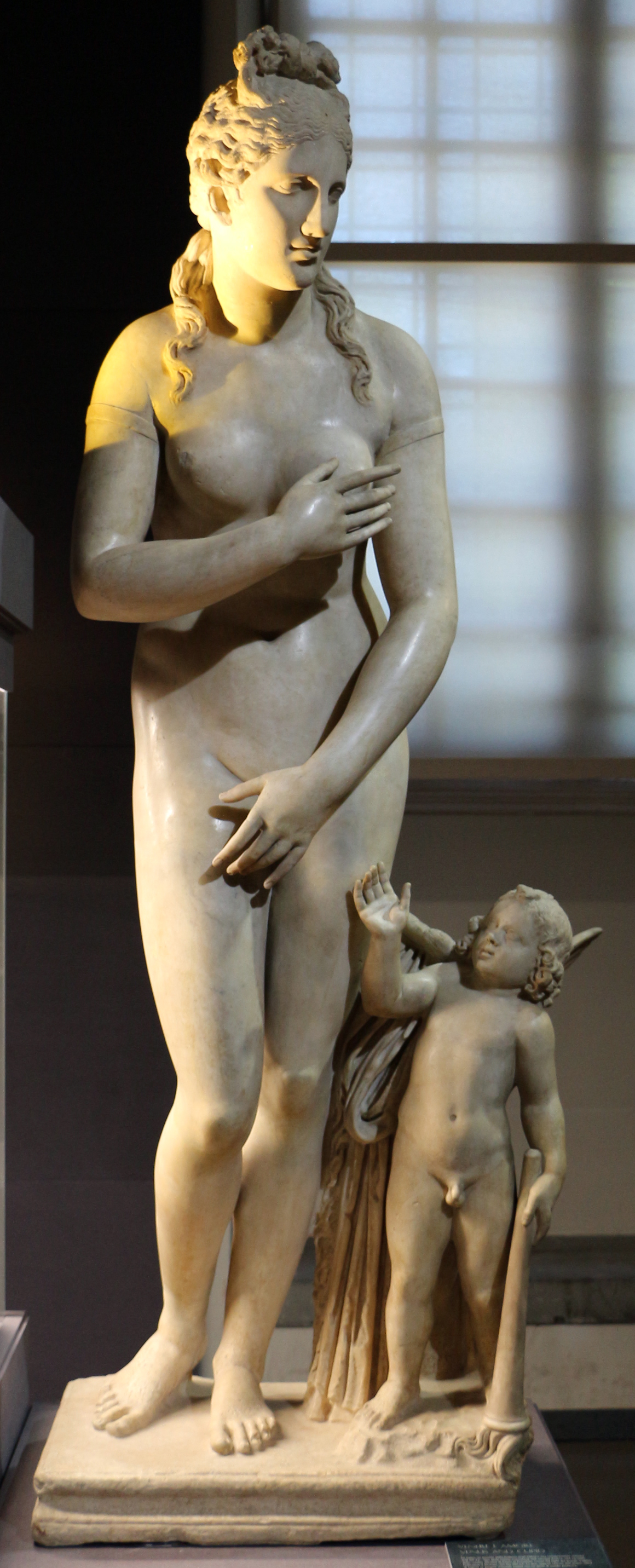
Венера Медичи (вариант с амуром). 130-150. Уффици, Флоренция
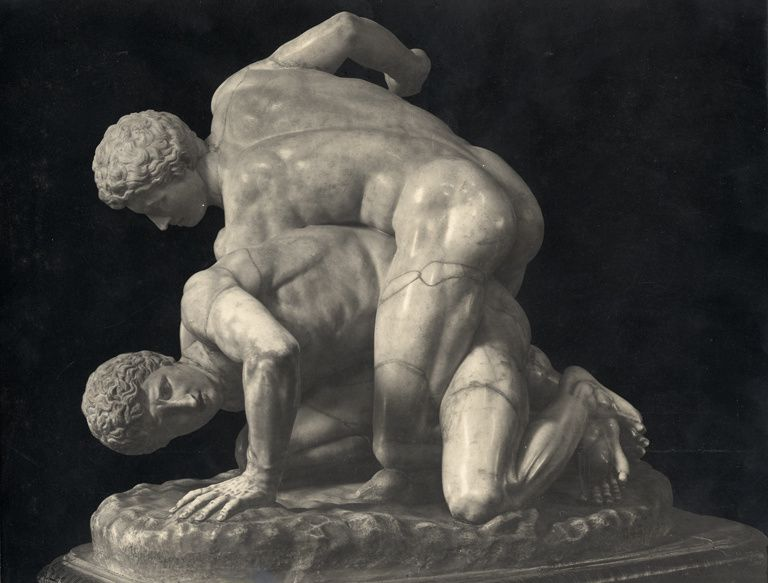
Борцы. Копия. Оригинал в галерее Уффици, Флоренция
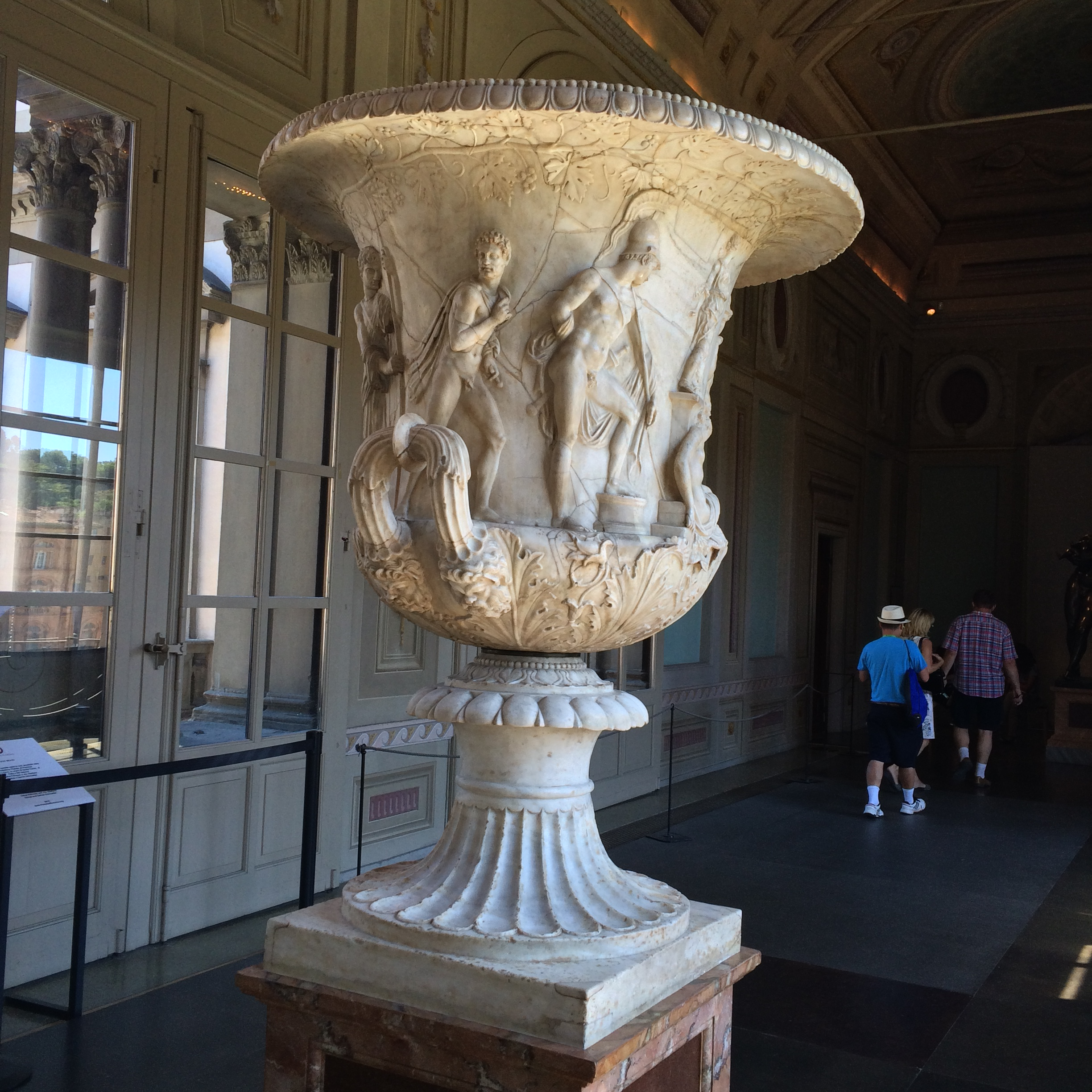
Ваза Медичи в галерее Уффици